# Сташевская-Народицкая, Екатерина Григорьевна
Екатерина Григорьевна Сташевская-Народицкая (13 апреля 1926 года, Житомир, УССР (СССР) — 12 ноября 1977 года, Москва, РСФСР (СССР) — советский кинорежиссёр.

## Биография
Родилась в 1926 году в Житомире. С 1943 — инспектор отдела снабжения в селе Лебяжьем Сталинградской области, заведующая делами хозяйственного отдела штаба Одесского военного округа. В 1951 окончила филологический факультет Одесского университета имени Мечникова. Работала ассистентом режиссёра на Одесской киностудии, с 1954 года — режиссёром на киностудии «Мосфильм». Скончалась в 1977 году в Москве.

## Фильмография
- «Яблоко раздора» (1962) — нет в титрах
- «Чёрный котёнок» в киноальманахе «От семи до двенадцати» (1965)
- «Евгений Урбанский» (документальный, 1967)
- «Мальчики» (1971)
- «Берега» (1973)
- «Концерт для двух скрипок» (1975)
- «Хочу быть министром» (1977)